# Ignacio Seoane Fernández
Ignacio Seoane Fernández (Ribadavia, província d'Ourense, 1900 - Vigo, 27 d'agost de 1936) fou un dirigent socialista gallec. Treballà de forner i milità tant al PSOE com a la UGT. Fou elegit diputat per la província de Pontevedra pel Front Popular a les eleccions generals espanyoles de 1936.
Quan esclatà la revolta militar que donà lloc a la guerra civil espanyola formà part del Comitè del Front Popular de Vigo, però era malalt i es va retirar a Cotobade, on hi fou detingut per una guàrdia cívica encapçalada per Víctor Lis Quibén.
El 27 d'agost de 1936 fou afusellat a la tàpia del cementiri de Pereiró juntament amb els altres membres del Comitè, entre ells l'alcalde de Lavadores José Antela Conde, l'alcalde de Vigo Emilio Martínez Garrido, el president de l'agrupació socialista de Vigo, Apolinar Torres, Ramón González Brunet, Waldo Gil Santóstegui, Manuel Rey Gómez i els diputats socialistes Enrique Heraclio Botana Pérez i Antonio Bilbatúa Zubeldía.
Actualment un carrer del municipi de Barreiro porta el seu nom.